# Silver Bowl 1982
Der Silver Bowl 1982 im Badminton fand vom 25. bis zum 27. Juni 1982 im Croydon Leisure Centre in Melbourne statt.

## Finalresultate
| Disziplin    | Sieger                           | Finalist                    | Ergebnis          |
| ------------ | -------------------------------- | --------------------------- | ----------------- |
| Herreneinzel | Graeme Robson                    | Morten Svarrer              | 2:0               |
| Dameneinzel  | Nettie Nielsen                   | Elizabeth Latief            | 11–6, 11–12, 11–6 |
| Herrendoppel | Mark Christiansen Morten Svarrer | Darren McDonald Paul Morgan | 15–7, 15–9        |
| Damendoppel  | Maria Francisca Suzanne Ogeh     | Maxine Evans Julie McDonald | 15–2, 15–10       |